# トマス・シデナム

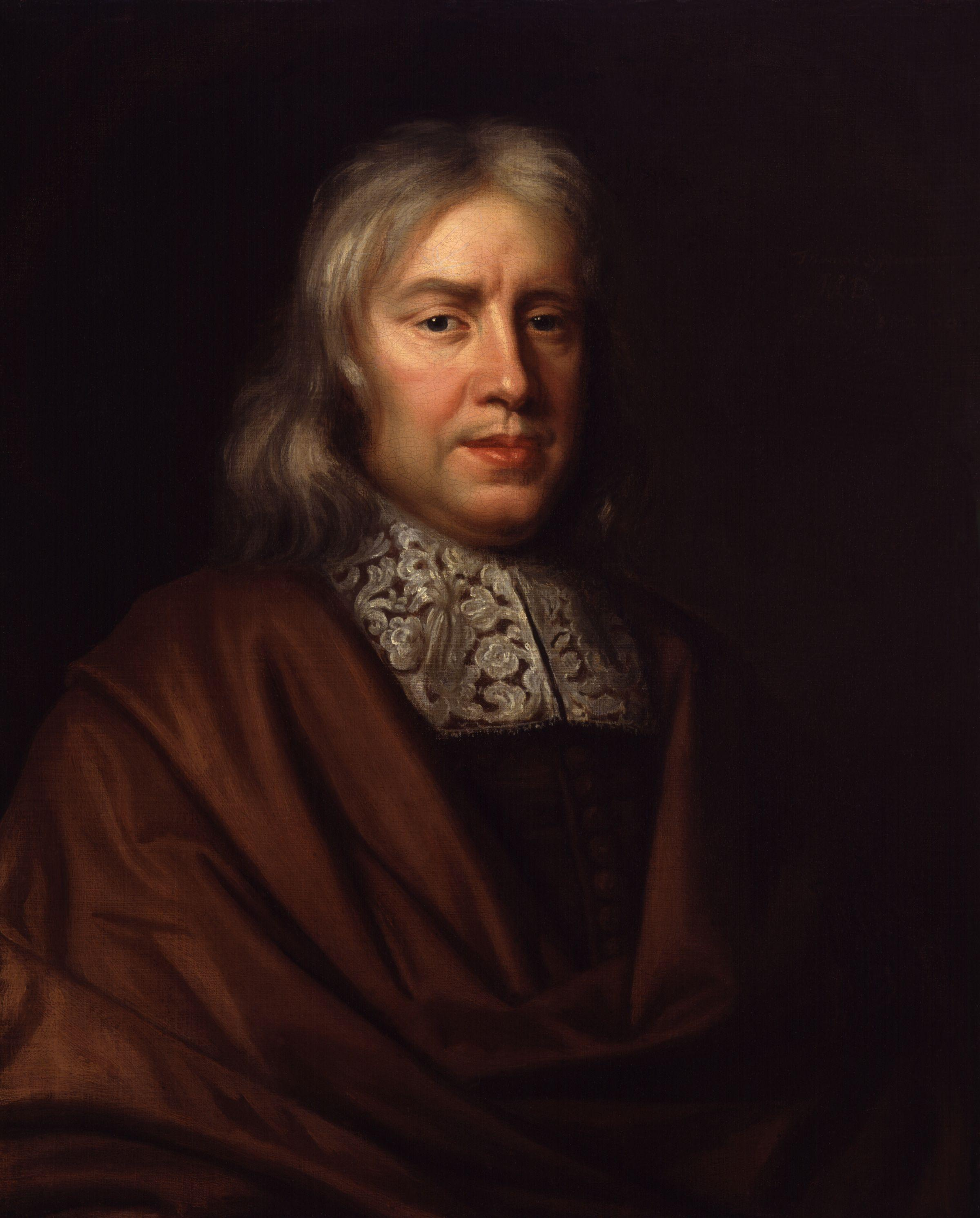
メアリー・ビールによる肖像画、1689年。

トマス・シデナム（英語: Thomas Sydenham、1624年9月10日洗礼 – 1689年12月29日）は、イングランド王国の医師。1676年の著作『医学観察』で症候の観察に集中すべきと主張し、「イギリスのヒポクラテス」（the English Hippocrates）と呼ばれるほどの名声を得たが、シデナムが生前にそのように称えられたことはなく、実際には18世紀初からの呼称である。また、シデナム舞踏病に関する記述でも知られる。
18世紀初のオランダ人医師ヘルマン・ブールハーフェはシデナムを尊敬しており、そのアプローチは19世紀の医学を影響することとなる。

## 生涯

### 生い立ちと軍歴
ウィリアム・シデナム（William Sydenham、1593年 – 1661年、ジェントルマン）とメアリー・ジェフリー（Mary Jeffrey、1644年8月没、サー・ジョン・ジェフリーの娘）の息子として生まれ、1624年9月10日にドーセットのウィンフォード・イーグルで洗礼を受けた。兄弟のうち、兄ウィリアム（1615年 – 1661年）、フランシス（1617年4月24日 – 1645年2月9日戦死）、弟ジョン（1627年2月26日 – 1651年4月戦死）は清教徒革命における議会派の軍人であり、末弟リチャード（1627年以降 – 1657年1月27日埋葬）はイングランド共和国期の官僚だった。
1642年7月1日にオックスフォード大学モードリン・ホールに入学したが、同年8月に第一次イングランド内戦が勃発するとオックスフォードシャーからドーセットに戻り、兄弟たちと同じく議会派の軍勢に加入した。シデナムはコルネットとして兄ウィリアムの部下になったが、1643年には王党派の軍勢がドーセットで優勢になり、同年9月4日にデヴォンのエクセターが王党派に占領されるときはシデナムも捕虜にされた。以降9から10か月間ほど捕虜のままだったが、釈放されると1644年7月に兄ウィリアムとともに王党派によるドーチェスターへの攻撃を撃退した。また、このときまでに大尉に昇進している。1645年秋にトーマス・フェアファクスとオリヴァー・クロムウェルがドーセットにおける王党派の軍勢を降伏させると、シデナムの軍歴も1646年に終結した。
このとき、医師トマス・コックスが兄ウィリアムを治療したこともあって、シデナムはコックスに同伴してデヴォンからロンドンに戻った。これがきっかけとなって、シデナムは医師の道を志すようになった。1647年5月1日に制定された条例により、議会が代表をオックスフォード大学に派遣して反対派を追放することが決定されると、シデナムは同年9月30日にオックスフォード大学ウォダム・カレッジへの代表に選ばれ、これにより同年10月14日にウォダム・カレッジに入学することとなった。第二次イングランド内戦（1648年3月 – 8月）では参戦せず、オックスフォード大学での業務に専念し、1648年4月14日に褒賞として大学総長の第4代ペンブルック伯爵フィリップ・ハーバートよりB.Med.の学位を授与された。さらに同年10月3日にオックスフォード大学オール・ソウルズ・カレッジのフェロー（fellow）に選出されたが、このときはM.D.を修得しなかった。フェローには1655年まで留任したが、実際には1651年に軍務に復帰した。それでもオックスフォード大学での4年間はシデナムにとってラテン語の知識を取り戻し、医学を正式に学んだ大事な時期だった。
第三次イングランド内戦中の1651年、チャールズ・ステュアート（後の国王チャールズ2世）がスコットランド王として戴冠した後、シデナムは1651年4月21日に騎兵連隊の大尉としての辞令を受けて再び軍務に復帰、はじめレスターやノッティンガムなどミッドランズ地方（イングランド中部）に駐留し、続いてスコットランドとの国境付近に行軍した。チャールズの軍勢が南下すると、騎兵連隊はそれを追うよう命じられ、これによりシデナムは激戦に見舞われ、9月3日のウスターの戦い前後（具体的には8月29日から9月4日までと9月19日から25日まで）におそらくは重傷によりオール・ソールズ・カレッジを訪れて休むことを余儀なくされた。その後、内戦の終結に伴い騎兵連隊は10月20日に解散された。

### 王政復古まで
1654年3月、クロムウェルへの請願を提出して、兄フランシスと弟ジョンの戦死や自身の軍人としての貢献などを挙げた結果、クロムウェルは3月3日に請願の内容を認め、4月25日には600ポンドがシデナムに支払われた。このとき、シデナムが適任とされる官職への任命も指示され、おそらく1655年1月にComptroller of the Pipeに就任、1660年の王政復古まで務めた。同時期にフランス王国のモンペリエで医学を学んだとする説が『ブリタニカ百科事典』や『英国人名事典』といった19世紀末から20世紀初の文献で唱えられているが、21世紀初の『オックスフォード英国人名事典』では確実な証拠がなく、ほかのシデナム姓の人物との混同の可能性が高いとしている。特に後者では王立内科医学会に入会するときに証拠を提出しなかったことから、たとえ外国に向かったとしても外国で学位を修得するようなことはなかったと断定している。
1655年までにロンドンに転居して医師業を開業、1658年にペル・メルに転居、1669年6月にペル・メルの北側に転居した。1659年1月に第三議会への選挙ではウェイマス・アンド・メルコム・レジス選挙区から立候補したが落選している。そして、1660年のイングランド王政復古に伴い、シデナムの政界における出世の道は断たれた。

### 医師として
1663年に王立内科医学会の（三段階からなる）試験に挑み、4月24日、5月8日、6月5日にそれぞれ合格した後、6月25日に王立内科医学会から開業資格免許（licentiate）を与えられた。開業資格免許の上の階級としてフェロー（fellow）があるが、M.D.（医学博士）の学位が条件の1つだったため、シデナムはこのときはフェローを目指すことができなかった。シデナムはM.B.の学位授与から20年以上後の1676年5月17日、ケンブリッジ大学ペンブルック・ホールでM.D.の学位を修得したが、このときには十分な名声があり、自身の健康も悪化していたため、シデナムはフェロー選出に必要な試験に挑むことはなかった。
1665年にロンドンでペストの大流行が起こると、友人の要請を受けて、家族を連れて6月頃にロンドンから離れ、秋頃に戻った。この時代、病院に所属していない内科医の患者は裕福層がほとんどであり、その裕福層もほとんどがロンドンを離れて避難していたため、『英国人名事典』はシデナムの行動を臆病だと責めるべきではないとしている。
避難により医師業が一時休業となったため、シデナムは著述業に集中し、1666年初には初の著作Methodus curandi febres, propriis observationibus superstructaで熱病について記述し、1668年の第2版でペストに関する記述を追加した。シデナムはこの著作でヤン・ファン・ヘルモントの主張を取り入れ、発熱とは病気を引き起こす物質を体から追い出すため（すなわち、自然治癒）の働きであり、したがって治療は発熱をやめさせることより悪い物質の追い出しを手伝うことを目的とすべきだと主張した。また、天然痘に対する治療として瀉血や汗をかかせることに反対し、その代わりに液体（特にビール）を与えることと部屋の風通しを良くすることを主張した。
1676年の第3版で『医学観察』に改題して内容も3倍以上に膨れ上がった。シデナムは病気の原因の記述を試みるよりも症候の観察に集中すべきと主張し、「自然は病気の形成にかけては均一的で首尾一貫しており、同じ病気にかかった別の人物はその症候がほとんど同じである」ことを理由とした。シデナムの後の医師はシデナムの影響を受け、病気を症候に基づき症候群として分類するようになった。
1686年には著作Schedula monitoria de Novæ febris ingressuでシデナム舞踏病について記述した。
上記のほかにもマラリアの治療にキナ皮を用いたことや、アヘンチンキの調合が功績として挙げられている。

### 晩年
1677年に痛風により20週間の休養を余儀なくされるなど、1670年代末より常に慢性病に悩まされ、1689年12月29日にペル・メルの自宅で死去、31日にピカデリーの聖ジェームズ教会に埋葬された。
シデナムの伝記はサミュエル・ジョンソン（1742年）、カール・ゴットロプ・キューン（1827年）、ロバート・ゴードン・ラサム（1848年）が著している。

## 著作一覧
- Methodus curandi febres, propriis observationibus superstructa（1666年初版、八折り判、ロンドン。同年にアムステルダムでも出版。1668年第2版） - ロバート・ボイルに献呈[3]
  - 『医学観察』[8]（Observationes medicae、1676年第3版、八折り判、ロンドン。1685年第4版、八折り判、ロンドン） - シデナムは本作を上記の更新版だとしている。ジョン・メープルトフト（英語版）に献呈[1]
- Epistolæ Responsoriæ duæ, prima de Morbis Epidemicis ab 1676 ad 1680 ad Robertum Brady, M.D., secunda de Luis Venereæ historia et curatione ad Henricum Paman, M.D.（1680年初版、八折り判、ロンドン。1685年第2版、八折り判、ロンドン）[3]
- Dissertatio epistolaris ad Gulielmum Cole, M.D., de observationibus nuperis circa curationem variolarum confluentium necnon de affectione hysterica（1682年初版、八折り判、ロンドン。1685年第2版、八折り判、ロンドン）[3]
- Tractatus de Podagra et Hydrope（1683年初版、八折り判、ロンドン。1685年第2版、ロンドン）[3]
- Schedula monitoria de Novæ febris ingressu（1686年、八折り判、ロンドン。1688年第2版、八折り判、ロンドン）[3]

## 人物
シデナムは著作で1660年以前のことについてほとんど述べることがなく、『オックスフォード英国人名事典』はシデナムが王政復古期に清教徒革命との関連を隠そうとしたためだとしている。
性格は謙虚で誠実とされたが、王立内科医学会の会員の一部からは革新的すぎる、物言いがあけすけにすぎるとして嫌われており、シデナムも同時代の自然科学や医学における発見をほとんど顧みず、王立協会に加入することもなかった。一方でジョン・ロックやロバート・ボイルなど同時代の学者友人は多く、ジョン・メープルトフトとも文通した。
教え子にハンス・スローン、トマス・ドーヴァー、バーソロミュー・ビール（Bartholomew Beale、メアリー・ビールの息子）がいる。うち、バーソロミューの母メアリーは肖像画家でシデナムの隣人であり、シデナムの肖像画を描いている。

## 家族
1655年、メアリー・ギー（Mary Gee、1689年以前没）と結婚、3男をもうけた。
- ウィリアム（1660年頃 – 1738年） - 1675年にケンブリッジ大学ペンブルック・ホールに入学、1677年にリンカーン法曹院に入学、外国でM.D.の学位を修得[9]。結婚して子供をもうけた[9]
- ヘンリー（1668年? – 1741年）[1]
- ジェームズ - 早世[1]。